# Третьяков, Николай Петрович
Николай Петрович Третьяков (01.12.1928 — 08.04.2002) — бригадир горнорабочих очистного забоя (г. Ровеньки), Герой Социалистического Труда (29.06.1966).

## Биография
Родился в с. Поды Липецкого района Воронежской области. Сын Петра Михайловича Третьякова, кавалера ордена Ленина, проработавшего в шахте 33 года.
В 1947 г. приехал по оргнабору в Ровеньки, работал навалоотбойщиком шахты «Еленовка» Валентиновского шахтоуправления, после её закрытия перешёл на шахту № 60 Дзержинского шахтоуправления.
В 1962—1978 годах горнорабочий, бригадир горнорабочих очистного забоя шахтоуправлений 4-5 «Дарьевское» и имени Космонавтов. Проявил себя как инициативный, вдумчивый, знающий свое дело руководитель. Его бригада из года в год добивалась высоких результатов, стала инициатором новаторских движений.
С 1978 г. работал в шахтоуправлении «Ворошиловское». С 1992 г. на пенсии.
За большой личный вклад в организацию высокоэффективной работы бригады по добыче угля 29 июня 1966 года присвоено звание Героя Социалистического Труда.
Почётный шахтер СССР, полный кавалер знака «Шахтерская Слава». Награждён орденами Ленина, «Знак Почёта», Трудовой Славы III степени.
Умер 8 апреля 2002 года. Похоронен в г. Ровеньки.